# N-1 (lanceur soviétique)
Cet article concerne le lanceur lunaire soviétique. Pour le lanceur japonais, voir N-I (lanceur japonais).
Pour les articles homonymes, voir N1.
La fusée N-1 (en cyrillique russe : Н-1), également désignée Herkules, indice GRAU 11A52, est un lanceur spatial super lourd développée au cours des années 1960 par l'URSS pour envoyer un homme sur la Lune dans le cadre de la course à l'espace qui l'oppose à l'époque aux États-Unis, qui de leur côté développent le lanceur géant Saturn V avec le même objectif. Après quatre lancements entre 1969 et 1972, tous infructueux, le projet est arrêté en 1974, cinq ans après le premier atterrissage sur la Lune de l'équipage américain d'Apollo 11. L'existence de ce lanceur et plus généralement du programme lunaire habité soviétique, symbole de l'échec de l'Union soviétique dans la course à l'espace, est longtemps dissimulé par le gouvernement : les premières informations officielles sur le lanceur ne sont fournies qu'après la chute du régime soviétique, au début des années 1990.
La N-1, de taille similaire mais de masse et charge utile plus faibles que son équivalent américain Saturn V (N-1 : 105,3 mètres de haut, 2 700 tonnes au décollage, 95 tonnes de charge utile), est le plus grand représentant de la génération de lanceurs soviétiques développée à cette époque pour remplacer les premières fusées conçues à partir de missiles balistiques intercontinentaux.
Les fusées N devaient permettre d'envoyer des cosmonautes vers la Lune, sur Mars ou autour de Vénus avec le vaisseau lourd habité interplanétaire TMK et de placer en orbite d'énormes stations spatiales. Lancé avec retard par rapport à la fusée américaine Saturn V, le développement du projet N-1 a souffert d'un manque chronique de moyens et de conflits politiques et techniques entre les responsables de bureaux d'étude Korolev, Glouchko et Tchelomeï. Elle utilisait des moteurs NK-15 de la société Kouznetsov, ainsi que de nombreuses variantes.

## Genèse
Les ébauches de la future fusée N-1 débutent en 1959 sous la direction de Korolev au sein du bureau d'études OKB-1. En décembre 1959, les autorités militaires réunissent les trois constructeurs généraux : Korolev, son rival, Vladimir Tchelomeï, de l'OKB-52, et Mikhaïl Yanguel de l'OKB-586 afin de faire un bilan de l'avancement de leurs études. Korolev propose la famille de lanceurs N (abréviation du russe Nositel pour lanceur) ainsi que des versions améliorées de la Semiorka, Tchelomeï une famille évolutive (du russe Universalskaya Raketa pour « fusée universelle ») basée sur un 1er étage commun (qui donnera naissance aux projets UR-500 Proton et UR-700) et Yanguel les missiles balistiques R-26 et R-36 plus le lanceur SK-100. Finalement, Tchelomeï et Yanguel sont autorisés à développer des missiles balistiques, respectivement le léger UR-100 et le lourd R-36. Korolev reçoit des fonds pour développer le lanceur Molniya (8K78), une adaptation de la Semiorka, mais rien pour la N-1, dont on ne perçoit pas encore l'utilité,.

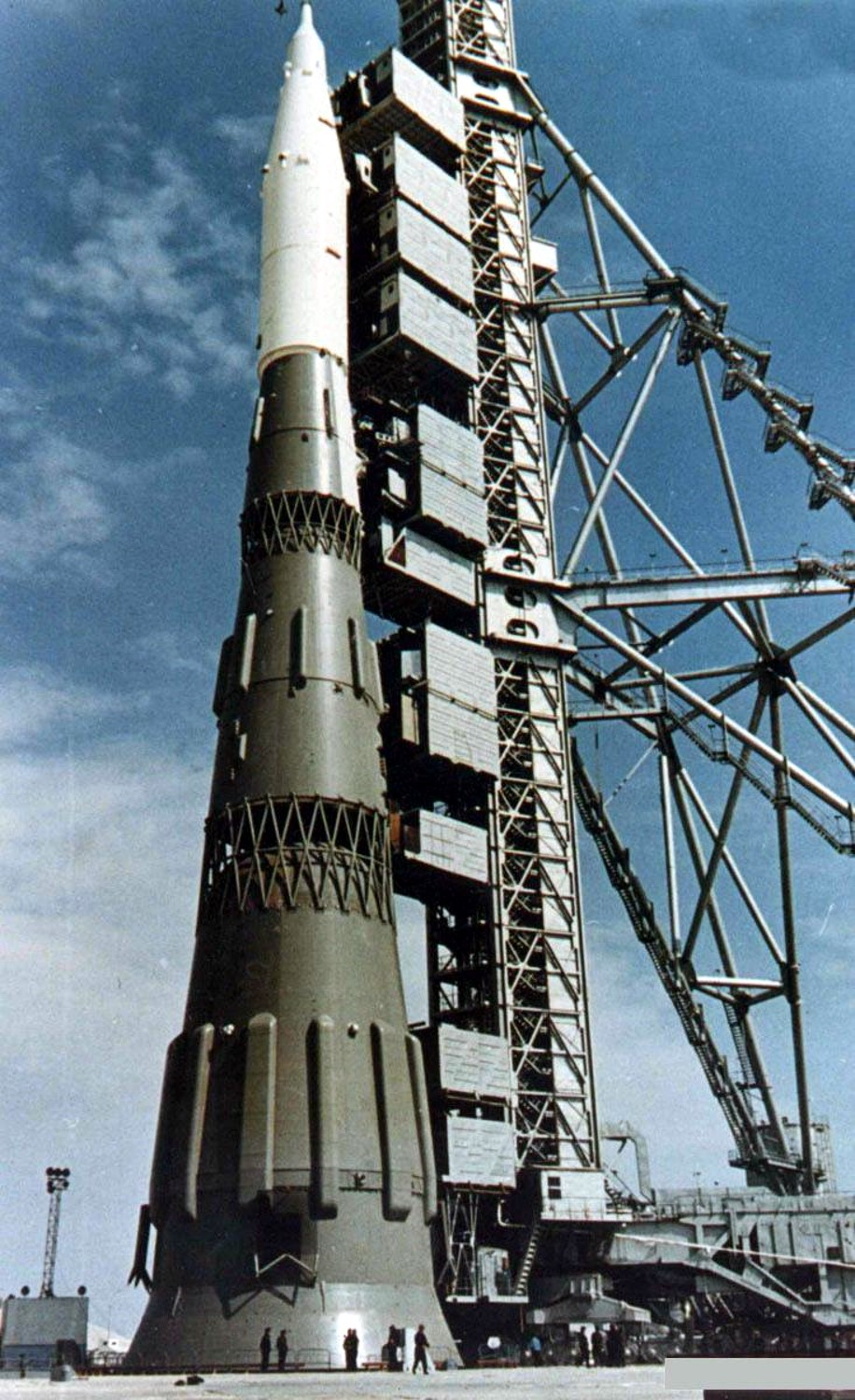
Maquette à l'échelle 1 de la N1 assemblée sur le pas de tir de Baïkonour en 1967.

Finalement, un décret de janvier 1960 autorise les études sur la N-1 et Korolev exprime dans la Pravda « La possibilité d'une exploration directe de la Lune, tout d'abord par l'alunissage de sondes scientifiques automatiques… et plus tard par l'envoi de chercheurs et la construction d'une station scientifique habitée sur la lune. ». Dans une lettre du 7 avril 1960, Korolev demande la création d’une filière de production d’hydrogène liquide comme le font les États-Unis, puis en mai 1960, le développement d’une famille de lanceurs lourds. Seule la dernière demande sera acceptée par un décret de juin 1960. De 1960 à 1963 serait réalisé le lanceur lourd N-1 d’une capacité de 40-50 tonnes en orbite basse terrestre (LEO) et de 12-20 tonnes en orbite d’évasion pour un 1er vol en 1965. Cette date est fixée en mai 1961 par un décret qui ordonne à Tchelomeï d'abandonner ses recherches sur les sondes interplanétaires Kosmoplan et de se concentrer sur une version de son Raketoplan, le vaisseau lunaire LK-1.
Glouchko bénéficie d'un quasi-monopole sur la construction de moteurs-fusées en Union soviétique et a notamment fourni jusque-là ceux des lanceurs de Korolev. Mais les relations entre les deux hommes, qui sont déjà mauvaises depuis les années 1930, se détériorent au point que Korolev choisit de se tourner pour motoriser son nouveau lanceur vers l'OKB-276 du constructeur de moteurs à réaction Nikolaï Kouznetsov, qui vient de commencer le développement de moteur-fusée avec le NK-9. Ces rivalités d'hommes minent l'effort spatial soviétique dans sa course à la Lune.

## Caractéristiques techniques

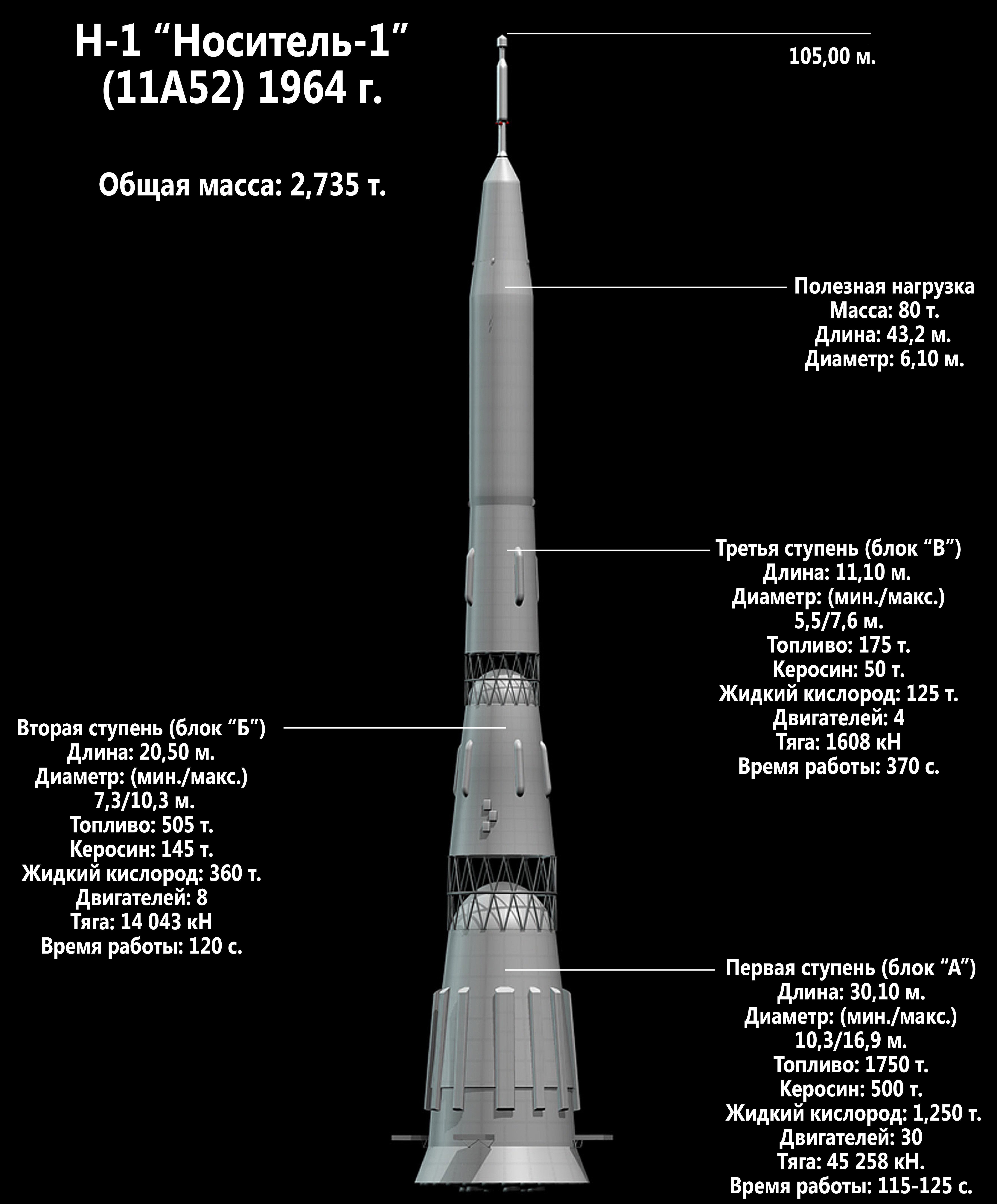
Schéma des différents étages (en russe)

À la fin de l'année 1964, Korolev propose une première version du lanceur d'une masse de 2 200 tonnes permettant de placer en orbite basse une charge utile de 72 tonnes. Finalement, le projet N1 retenu en 1967 (un an après la mort de Korolev) mesure 112,5 mètres de haut, pèse 2 700 tonnes pour une charge utile de 95 tonnes. De dimensions similaires à la fusée lunaire Saturn V, la N1 a une poussée plus importante au décollage (4 620 tonnes de poussée au décollage, contre 3 440 tonnes pour Saturn V) mais ne permet de placer en orbite qu'une charge deux fois moins importante à cause des performances limitées des moteurs de ses étages supérieurs.
Elle comprend 5 étages fonctionnant au kérosène RP-1 (le carburant) et à l'oxygène liquide (LOX) (le comburant), facile d'emploi mais moins performant que le couple hydrogène/oxygène liquides :
- un 1er étage (dit bloc A) comprenant pas moins de 30 moteurs-fusées NK-15 délivrant une poussée de 4 620 tonnes au décollage (154 tonnes dans le vide). Il devait fonctionner pendant 125 s et avait pour impulsion spécifique : 330 s. Après les quatre premiers vols, il était envisagé d'utiliser des moteurs NK-33 (utilisant eux aussi du kérosène) sur les versions N1F du lanceur destinées à mettre sur orbite les stations Saliout[11] ;
- un 2e étage (dit bloc B) comprenant 8 moteurs NK-15V (devant également être remplacés dès le 5e vol par des NK-43) délivrant une poussée de 1 427 tonnes au total et qui devait fonctionner pendant 120 s ;
- un 3e étage (dit bloc V) comprenant 4 moteurs NK-21 (ou NK-39) de 653 tonnes de poussée totale et qui devait fonctionner durant 370 s ;
- un 4e étage (dit bloc G) comprenant un seul moteur NK-19 de 40,8 tonnes. Son temps de fonctionnement étant de 443 s avec possibilité d'allumages multiples, destiné à propulser le « train lunaire » ;
- un 5e étage (dit bloc D) comprenant un seul RD-58 de 8,5 tonnes de poussée faisant partie du « train lunaire ». Son temps de fonctionnement étant de 600 s avec la possibilité d'allumages multiples. Ce Bloc D a été utilisé par la suite, après l'arrêt du programme N-1.

### Système de contrôle des moteurs
Le KORD (acronyme russe de KO ntrol R aketnykh D vigateley – littéralement "Contrôle (des) moteurs de fusée" (en russe : Контроль ракетных двигателей) était le système de contrôle automatique des moteurs conçu pour commander la puissance, arrêter et surveiller le grand groupe des 30 moteurs dans le bloc A (le premier étage). Le système KORD contrôlait la poussée différentielle de l'anneau extérieur de 24 moteurs pour le contrôle du tangage et de lacet en en contrôlant la puissance de manière appropriée. Il arrêtait également les moteurs défectueux situés les uns en face des autres (par paire opposée). Il s'agissait d'annuler le moment de tangage ou de lacet que généreraient des moteurs diamétralement opposés dans l'anneau extérieur, maintenant ainsi une poussée symétrique.
Le bloc A pourrait fonctionner nominalement avec deux paires de moteurs opposés arrêtés (soit 26 moteurs sur 30). Malheureusement, le système KORD n'a pas été en mesure de réagir à des processus rapides tels que l'explosion d’une turbopompe lors du deuxième lancement.
En raison des déficiences du système KORD, un nouveau système informatique a été développé pour le quatrième et dernier lancement. Le S-530 fut le premier système de guidage et de contrôle numérique soviétique  et contrairement au KORD, qui n'était essentiellement qu'un système de contrôle analogique des moteurs, le S-530 supervisait toutes les tâches de contrôle du lanceur et du vaisseau spatial. La N-1 en transportait deux, dont un situé dans le troisième étage du bloc V qui contrôlait les moteurs des trois premiers étages. Le deuxième S-530 était situé dans le module de commande Soyouz LOK et assurait le contrôle du reste de la mission depuis l’injection trans-lunaire jusqu'au survol lunaire et au retour sur Terre,.
- (en) Cet article est partiellement ou en totalité issu de l’article de Wikipédia en anglais intitulé « N1_(rocket) » (voir la liste des auteurs).

## Essais statiques
Après de longs débats entre les concepteurs du lanceur, il est décidé qu'aucun essai statique d'étage entier ne sera effectué. Ce choix, en grande partie imposé par des contraintes de financement et de délai, va contribuer à l'échec du lanceur. Les tests réalisés sont les suivants :
- 4 allumages à pleine puissance (environ 600 tonnes) de 4 des 8 moteurs NK15V du 2e étage (bloc B) les 2 février, 13 avril, 23 août 1967 et le 25 novembre 1970 ;
- 3 allumages à pleine puissance (environ 1 200 tonnes) des 8 moteurs NK15V du 2e étage (bloc B) le 23 juin 1968, le 29 août 1970 et le 15 décembre 1973 ;
- un cycle d'allumages de chacun des moteurs NK15 du 1er étage (bloc A) ;
- des allumages du moteur NK-19 du 4e étage (bloc G) et du moteur RD-58 (bloc D) du vaisseau lunaire LOK.

Selon l'OKB-1 (aujourd'hui RKK Energia), tous les essais statiques des moteurs sont couronnés de succès.

## Lancements
Les quatre lancements depuis le site 110 du cosmodrome de Baïkonour de la fusée lunaire N1 sont tous des échecs dus à une défaillance du 1er étage.

### Premier lancement
La première N-1 (vol 3L) embarquant une maquette du module lunaire explose en retombant au sol le 21 février 1969. À la 10e seconde, le système de correction et de poussée KORD débranche les moteurs no  12 et 24, puis à T+66 secondes, une canalisation d'oxygène liquide se rompt sous l'effet des vibrations et le feu se déclare à l'arrière du lanceur. À T+70 secondes et à 14 km d'altitude, tous les moteurs s'arrêtent et le train spatial L3 est éjecté par le système de sauvegarde. La cabine L1 atterrira à plusieurs dizaines de kilomètres du pas de tir en bon état,.
Une réunion houleuse de la commission chargée d'analyser l'échec du premier lancement a lieu les 19 mai-20 mai 1969 entre officiels et constructeurs généraux du programme, où tous les problèmes – dit-on – auraient été identifiés et corrigés. Vladimir Barmine refuse que les moteurs soient éteints avant 15-20 secondes de vol afin de prévenir une destruction du pas de tir, mais le temps presse et cette mesure n'est décidée que pour le 3e vol. Mstislav Keldysh, soutenu par le ministre de la MOM Georgi Tyulin, déclare que si le 2e vol échoue, la N1 devra effectuer un autre vol d'essai sans le LOK et prédit que, même en cas de succès, le LOK et le LK ne seront pas optimaux à temps pour gagner la course contre les États-Unis. Michine, le premier adjoint de Korolev, n'est pas d'accord et veut que le LOK fasse partie du 3e vol et exige que le train lunaire L3 complet serve à l'atterrissage lors du 4e vol. Konstantin Bushuyev déclare qu'un vol circumlunaire est pour l'heure impossible. Ivan Serbine, un officiel soviétique, rappelle que les ordres du Comité central du PCUS concernaient un 2e vol circumlunaire. Finalement, Leonid Smirnov, président de la commission militaro-industrielle VPK du Comité central, conclut sur la mission prévue pour l'anniversaire de la révolution d'Octobre au cours de laquelle trois vaisseaux Soyouz seraient simultanément en orbite terrestre, deux s'amarrant tandis que le troisième filmerait l'événement.

### Deuxième lancement
La deuxième N-1 a été lancé le 3 juillet 1969. Elle transportait un vaisseau spatial L1 Zond modifié et une tour de sauvetage réelle. Le lancement a eu lieu à 23h18, heure de Moscou, depuis la rampe de lancement 110 Est. Le vol ne dura que quelques instants ; dès qu'elle a dépassé le haut de la tour, il y a eu un éclair de lumière et des débris ont pu être vus tomber du bas du premier étage. Tous les moteurs se sont arrêtés instantanément, à l'exception du moteur n°18. Cela a amené la N-1 à s’incliner à un angle de 45 degrés et à retomber sur son support. Les près de 2 300 tonnes d’érgols à bord ont déclenché une explosion massive et une onde de choc qui ont brisé les fenêtres du complexe de lancement et envoyé des débris voler jusqu'à 10 kilomètres du centre de l'explosion. L'explosion est équivalente à celle d'une bombe de cinq kilotonnes de TNT. Elle est considérée comme la plus puissante explosion d'origine humaine non-nucléaire.
Les équipes de lancement ont été autorisées à sortir une demi-heure après l'accident et ont rencontré des gouttelettes de carburant non brûlées qui pleuvaient toujours du ciel. La majorité de la charge propulsive de la N-1 n'a pas été détruite lors de l'accident. La majeure partie de ce qui avait brûlé se trouvait dans le premier étage de la fusée. Cependant, le pire des scenarios, un mélange du carburant et du LOX pouvant former un gel explosif, ne s'est pas produit. L'enquête qui a suivi a révélé que jusqu'à 85 % du carburant à bord de la fusée n'avait pas explosé, réduisant ainsi la force de l'explosion.
La tour de sauvetage s'est activée au moment de l'arrêt des moteurs (T+15 secondes) et a emmené la capsule en sécurité à 2 kilomètres. L'impact avec le socle s'est produit à T+23 secondes. Le complexe de lancement 110 Est a été complètement rasé par l'explosion, la dalle de béton s'est effondrée et l'un des pylônes d'éclairage s'est renversé et s'est tordu sur lui-même. Malgré les dégâts, la plupart des bandes télémétriques ont été retrouvées intactes dans le champ de débris et examinées.
Juste avant le décollage, la turbopompe LOX du moteur n°8 a explosé (la pompe a été retrouvée dans les débris et présentait des signes d'incendie et de fonte). L'onde de choc qui en a résulté a sectionné les conduites propulsives environnantes et déclenché un incendie dû à une fuite de carburant. L'incendie endommage différents composants de la section de poussée  entraînant l'arrêt progressif des moteurs entre T+10 et T+12 secondes. Le KORD avait arrêté les moteurs n°7, n°19, n°20 et n°21 après avoir détecté une pression et des vitesses de pompe anormales. La télémétrie n'a fourni aucune explication sur ce qui a arrêté les autres moteurs. Le moteur n°18, qui avait fait pencher le booster de plus de 45 degrés, a continué à fonctionner jusqu'à l'impact, ce que les ingénieurs n'ont jamais pu expliquer de manière satisfaisante. Il n'a pas été possible de déterminer exactement pourquoi la turbopompe n°8 avait explosé. Les théories de travail étaient que soit un morceau d'un capteur de pression s'était cassé et s'était logé dans la pompe, soit que les pales de sa turbine avaient frotté contre le carter, créant une étincelle de friction qui a enflammé le LOX. Le moteur n°8 avait fonctionné de manière irrégulière avant son arrêt et un capteur de pression a détecté une « force incroyable » dans la pompe. Kuznetsov a réussi à convaincre le comité d'enquête après le vol de déterminer que la cause de la panne moteur était une "ingestion de débris étrangers". Après ce vol, des filtres à carburant ont été installés sur les modèles ultérieurs. Vladimir Barmin, directeur en chef des installations de lancement à Baïkonour, a également fait valoir que le KORD devrait être verrouillé pendant les 15 à 20 premières secondes de vol afin d'éviter qu'une commande d'arrêt ne soit émise jusqu'à ce que le propulseur ait dégagé la zone de la plateforme,.
Le complexe détruit a été photographié par des satellites américains, révélant que l'Union soviétique construisait une fusée lunaire. Il a également fallu 18 mois pour reconstruire la rampe de lancement et retarder les lancements. L'explosion était visible ce soir-là à 35 kilomètres à Tiouratam
.
- (en) Cet article est partiellement ou en totalité issu de l’article de Wikipédia en anglais intitulé « N1_(rocket) » (voir la liste des auteurs).

### Troisième lancement
La troisième N-1 (vol 6L) embarque une maquette du train lunaire L3. Peu de temps après le décollage  le 26 juin 1971, des tourbillons de turbulence et des contre-courants inattendus à la base du bloc A (le premier étage), ont généré un roulis qui a vite dépassé la capacité du système de contrôle de la N-1 à le compenser.
L'ordinateur KORD a détecté une situation anormale et a envoyé une commande d'arrêt à l’ensemble des moteurs du premier étage, mais le programme de guidage ayant été modifié pour empêcher que cela ne se produise durant les 50 premières secondes de vol dans le but de préserver le pas de tir, la propulsion a donc été maintenue. Le roulis, qui était initialement de 6° par seconde, a commencé à s'accélérer rapidement. À T+39 secondes, la fusée pivotait sur son axe longitudinal à près de 40° par seconde (soit un tour sur elle-même en 9 secondes), provoquant la saturation  du  système de guidage inertiel  qui a cessé toutes actions de pilotage. À T+48 secondes, l’amplification des mouvements est devenue telle qu’elle a provoqué des surcharges structurelles supérieures à celles autorisés et la fusée a commencé à se désintégrer en vol. Le treillis inter-étage entre le deuxième et le troisième étage s’est tordu et a finalement cassé. À T+50 secondes, la commande de coupure du premier étage a été débloquée et les moteurs se sont immédiatement arrêtés. Les étages supérieurs se sont écrasés à environ 7 kilomètres du complexe de lancement. Malgré l'arrêt des moteurs, les premier et deuxième étages avaient encore suffisamment d'élan pour parcourir une certaine distance avant de retomber sur terre à environ 15 kilomètres de leurs départs et d’exploser en provoquant un cratère de 15 mètres de profondeur dans la steppe 
.
Cette N-1 avait des étages supérieurs factices sans système de sauvetage,.
- (en) Cet article est partiellement ou en totalité issu de l’article de Wikipédia en anglais intitulé « N1_(rocket) » (voir la liste des auteurs).

### Quatrième lancement
La quatrième N-1 (vol 7L) embarque un module-vaisseau spatial factice LK pour le survol de la lune. Elle décolle le 23 novembre 1972.
Ce dernier véhicule a été doté d’un système de stabilisation beaucoup plus puissant avec des moteurs dédiés (dans les versions précédentes, la stabilisation se faisait en prélevant une partie les gaz des moteurs principaux). Le système de contrôle moteurs a été également retravaillé, augmentant le nombre de capteurs de 700 à 13 000,. Il était géré par le système de contrôle numérique S-530 (situé au 3ème étage) au lieu du système analogique KORD ,,. Un système de lutte contre l’incendie au fréon a été installé, créant un environnement gazeux protecteur autour des moteurs pendant le vol.
 
Le départ et le décollage se sont bien passés. À partir de la cinquantième seconde de vol, des auto-oscillations longitudinales de la fusée ont commencé, provoquant des variations de pression dans les moteurs .
À T+90 secondes, un arrêt programmé du système de propulsion central (les six moteurs) a été effectué pour réduire les contraintes structurelles sur la fusée.
Le premier étage a brutalement cessé de fonctionner à T+107 secondes à une altitude de 40 km et la retransmission de toutes les données de télémétrie s’est interrompue à T+110 secondes. Le système d'évacuation du lanceur s'est activé et a mis le Soyouz 7K-LOK en sécurité. Les étages supérieurs ont été séparés et se sont écrasés dans la steppe. 

Une enquête a révélé que l'arrêt brutal des six moteurs avait entraîné des fluctuations (ou coup de bélier) dans les colonnes de fluide des tuyaux d'alimentation des moteurs centraux, qui se sont rompues et ont déversé du carburant et du comburant sur les moteurs arrêtés, mais encore chauds et un incendie s'est déclaré dans la queue du propulseur. En plus de cela, le moteur n°4 a explosé à la suite d'une oscillation anormale (effet pogo).
On pense que le lancement aurait pu être sauvé si les contrôleurs au sol avaient envoyé une commande manuelle pour larguer le premier étage et allumer le deuxième étage plus tôt, car le premier étage est tombé en panne seulement 15 secondes avant sa séparation prévue à T+125 secondes et il avait atteint la durée de combustion nominale de 110 secondes selon le cyclogramme,,.
- (en) Cet article est partiellement ou en totalité issu de l’article de Wikipédia en anglais intitulé « N1_(rocket) » (voir la liste des auteurs).

### Récapitulatif des lancements
| Ordre | Date             | Type              | S/N | Lancé de  | Charge utile         | Remarque |
| ----- | ---------------- | ----------------- | --- | --------- | -------------------- | -------- |
| 1     | 21 février 1969  | N-1/Blok-G/Blok-D | 3L  | Baïkonour | Zond (L1S), L3 Model | Échec    |
| 2     | 3 juillet 1969   | N-1/Blok-G/Blok-D | 5L  | Baïkonour | Zond (L1S), L3 Model | Échec    |
| 3     | 26 juin 1971     | N-1/Blok-G/Blok-D | 6L  | Baïkonour | LOK Model, L3 Model  | Échec    |
| 4     | 23 novembre 1972 | N-1/Blok-G/Blok-D | 7L  | Baïkonour | Zond (LOK), L3 Model | Échec    |

## La N1F
En juin 1970, autorisation est donnée dix ans après la demande de Korolev de développer pour la N1F un étage supérieur à plusieurs moteurs-fusées cryotechniques (hydrogène liquide/oxygène liquide) nommé bloc Sr. En juillet 1970, l'OKB-276 de Kouznetsov est chargée de développer la N1F d'une capacité de 105 tonnes en LEO. L'ébauche du programme est validée en février 1972 puis en mai 1972. Le programme est étudié dès le 1er janvier 1973. Le Lunar Expeditionary Complex (LEK) comprend toujours un vaisseau Soyouz intégré à une coiffe pressurisée (dite OB), qui permet le passage direct sans sortie extravéhiculaire du module orbital BO au module d'atterrissage L3M. D'une masse de 23-25 tonnes, d'une hauteur de 9,3 m d'une envergure maximale de 9,4 m et d'un diamètre de 4,4 m, il peut largement accueillir trois cosmonautes pour une durée de 90 jours. La séquence de descente et de remontée est la même que pour le LK.
Alors que deux N1F sont prêtes à être lancées (la première au 4e trimestre 1974), Michine est remplacé par Glouchko, qui annule le 2 mai 1974 les 5e et 6e lancements de la N-1 (no  8L et 9L), tout comme la totalité du programme lunaire N1-L3, sans qu'aucun décret de la VPK ne l'y autorise. Le 1er janvier 1975, Glouchko plaide (sans succès) auprès de la même commission en faveur de la base lunaire permanente Vulkan de Michine, qui devait être lancée par des N-1.
Le coût du programme N1-L3 est chiffré en janvier 1973 à 3,6 milliards de roubles, dont 2,4 milliards pour la N1 seule. En 1976, le montant de 6 milliards de roubles est inscrit à pertes et profits.

## Un secret longtemps préservé

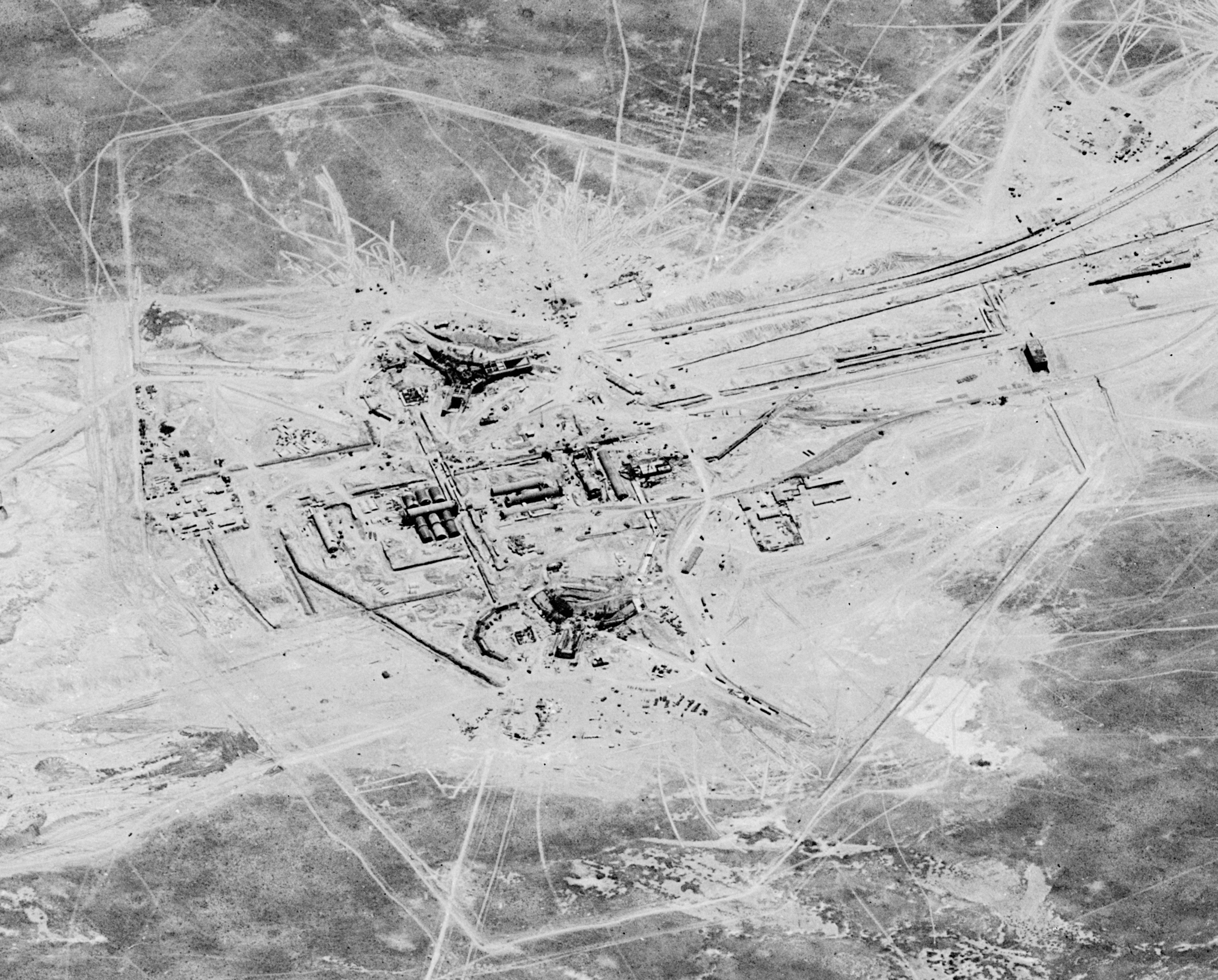
Photo du complexe de lancement 110, en construction, prise en mai 1966 par un satellite de reconnaissance KH-7.

Dès ses débuts, l'ensemble du programme spatial soviétique est développé dans le plus grand secret. Seuls les succès font l'objet de longs communiqués officiels toutefois expurgés de tous les incidents rencontrés ou des détails que les responsables soviétiques souhaitent cacher. Le nom des responsables du programme spatial soviétique est également maintenu  secret. Le développement du lanceur N-1 s'inscrit dans ce cadre général et aucune information n'est diffusée durant son développement malgré la taille du projet. Toutefois, les services secrets américains (le NRO) ont connaissance très tôt de son existence grâce aux photos prises par les satellites de reconnaissance Corona. Dès 1963, ils identifient sur des photos satellitaires du cosmodrome de Baïkonour la construction d'un nouveau complexe de lancement qu'ils baptisent J (c'est le 10e pas de tir de cette base de lancement). Ils découvrent également le bâtiment d'assemblage de la fusée d'une taille particulièrement importante (200 mètres de long). Bien qu'aucun détail sur la N-1 proprement dite ne leur soit connu à l'époque, ils en déduisent que les Soviétiques ont entrepris de construire un lanceur de la taille de la Saturn V américaine. La forme du bâtiment indique que l'assemblage du lanceur se fera à l'horizontale ce qui rend perplexes les analystes américains qui pensent qu'on frôle l'impossibilité physique compte-tenu de la taille de la fusée (la fusée Saturn V est assemblée à la verticale).

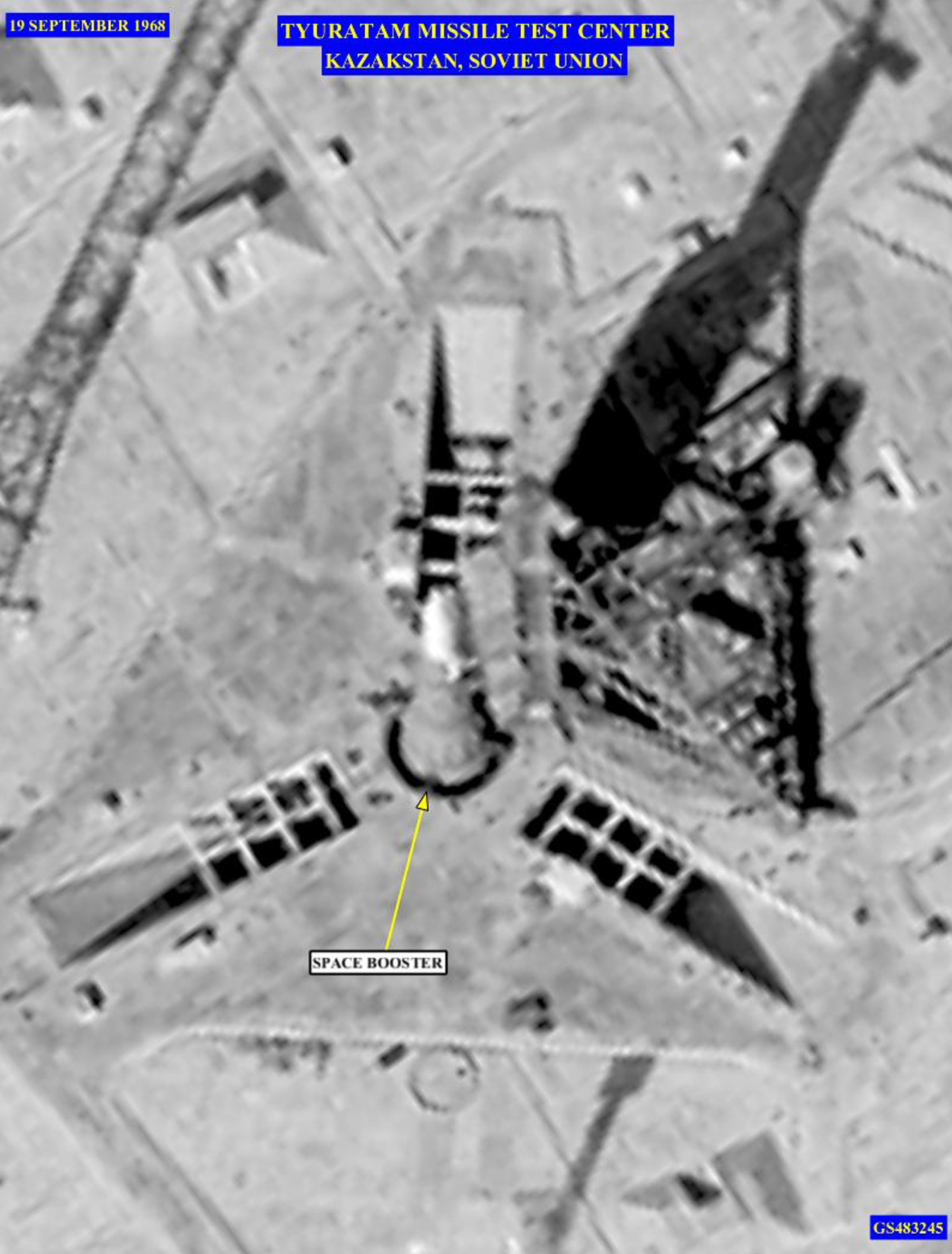
Photo du lanceur N-1 sur son pas de tir prise en septembre 1968 par un satellite de reconnaissance KH-8 Gambit.

Le président des États-Unis Lyndon B. Johnson tout comme l'administrateur de la NASA James Webb sont informés des progrès du projet soviétique. L'avancement du chantier est plus lent que ce à quoi s'attendent les responsables américains et ce n'est qu'en 1966 que les photos satellitaires font apparaître une accélération des travaux. Les informations sur la N-1 ne sont pas diffusées auprès du public pour ne pas dévoiler les capacités des satellites de reconnaissance. Toutefois, dès 1964, James Webb annonce que l'Union soviétique développe un programme similaire au programme Apollo sans mentionner l'existence du lanceur N-1. Quelques informations issues des services de renseignement se diffusent dans la presse à compter de 1966 et James Webb évoque pour la première fois le lanceur N-1 mi-1967. En décembre 1967 un satellite de reconnaissance américain KH-3 parvient à réaliser une photographie à haute résolution d'une fusée N-1 assemblée sur son pas de tir. Le lanceur est baptisé par les analystes grande mère ou également Jay Bird (le geai, Jay se prononce comme la lettre J). La photo très détaillée permet de mettre en évidence la forme conique, très atypique, du lanceur, mais également d'identifier les quatre étages. Les analystes parviennent à déduire de la photo, en s'appuyant sur d'autres sources d'information, que le lanceur n'utilise pas de moteurs performants brûlant de l'hydrogène sur ses trois premiers étages.
James Webb et Wernher von Braun (le concepteur de la Saturn V) mentionnent publiquement la fusée soviétique en 1968, que la presse baptise le géant de Webb. De nombreux journalistes, en l'absence de preuves concrètes, qualifient ces propos de rumeurs. L'échec du second lancement de la N-1 qui a lieu en juillet 1969 est clairement visible sur les photos prises par les satellites de reconnaissance américains qui montrent un pas de tir rasé par l'explosion qui s'est produite très peu de temps après le décollage. À la suite des quatre échecs consécutifs du lanceur, les responsables soviétiques décident d'arrêter le projet et de nier officiellement son existence. Valentin Glouchko, qui a repris le bureau d'études OKB-1 rival qui a conçu la N-1, fait disparaître toute trace des installations et composants de la N-1.
Le programme spatial lunaire soviétique devient pour beaucoup[réf. nécessaire] un mythe créé par les responsables américains pour justifier et financer le coûteux programme Apollo. Mais quelques spécialistes occidentaux du programme spatial soviétique tentent de rassembler des preuves de son existence sans avoir accès aux sources des renseignements américains. Charles Patrick Vick parvient à reconstituer la forme et la structure interne du lanceur à partir de la position des bras de service figurant sur une photo de la tour de service de la N-1. Celle-ci a été publiée à la suite d'une négligence de la censure soviétique dans un ouvrage soviétique sur les bases de lancement. Le schéma du lanceur reconstitué figure dans une encyclopédie anglo-saxonne du vol spatial publiée en 1981 qui connaît une large diffusion internationale. Au début des années 1980, alors que les autorités soviétiques continuent de nier l'existence de leur programme lunaire, la plupart des spécialistes occidentaux du domaine sont persuadés du contraire. En revanche, les détails du programme, les caractéristiques de la propulsion de la fusée, le déroulement d'une mission lunaire ou les caractéristiques du vaisseau lunaire restent mystérieux et donnent lieu à de nombreuses spéculations.
Ce n'est qu'avec la politique de la glasnost (transparence), mise en place par Mikhaïl Gorbatchev à partir de 1986, que l'existence du lanceur N-1 et du programme lunaire habité soviétique est officiellement confirmée par les autorités soviétiques. Toutefois, ce n'est qu'en 1989 que la première photo de la N-1 est diffusée. C'est également à cette époque qu'on apprend l'existence du premier vol (les trois suivants étaient connus seulement des services secrets). Des informations plus détaillées apparaissent au compte-goutte au cours des années suivantes. La revue spécialisée Znanye Cosmonavtika Astronomiya publie des plans du lanceur N-1, issus du journal de Vassili Michine, le successeur de Korolev et ceux-ci seront vendus 190 000 US$ aux enchères, en 1993, aux États-Unis.

## Dans la culture populaire
Des fusées N-1 sont visible dans le film Evangelion: 3.0+1.0 Thrice Upon a Time.
La N-1 est aperçue dans la série uchronique For All Mankind de 2019, où l'Union soviétique a posé le pied sur la Lune avant les États-Unis.